# Maison de Thourotte
La Maison de Thourotte ou de Thorotte est une famille féodale du Moyen Âge, originaire de Picardie.

## Origines
Les membres de la famille de Thourotte seraient à l'origine des vassaux des évêques de Noyon dont ils auraient été les châtelains, avant d'être possessionnés vers Thourotte où ils seraient également devenus châtelains et en auraient pris le nom.

## Généalogie

### Branche principale
- Guy Ier de Thourotte († après 1156). Il a effectué le pèlerinage à Saint-Jacques-de-Compostelle avant 1156. Il aurait épousé une fille du sire de Coucy (peut-être Enguerrand Ier) dont il serait devenu le châtelain, de qui il a sept enfants :
  - Jean Ier de Thourotte, qui suit.
  - Guy de Thourotte, châtelain de Coucy, cité dans un acte de 1156. Décédé avant 1170. Peut-être le père du châtelain de Coucy et trouvère[2], qui a participé à la troisième croisade et qui est mort en mer lors de la quatrième[3].
  - Yves de Thourotte, cité dans des actes de 1156 et 1170.
  - Renaud de Thourotte, cité dans des actes de 1169 et 1170.
  - Robert de Thourotte, cité dans un acte de 1170. Il épouse une prénommé Marie.
  - Pierre de Thourotte, cité dans un acte de 1170.
  - Nivelon de Thourotte, dit Payen de La Bretèche, tige de la branche dite de La Bretèche
- Jean Ier de Thourotte († en 1176 ou 1177). Il réalise un mariage prestigieux avec la capétienne Alix de Dreux, fille de Robert Ier de Dreux, cinquième fils du roi de France Louis VI le Gros, et d'Harvise d'Évreux, mais déjà deux fois veuve, dont il a plusieurs enfants :
  - Guy de Thourotte, probablement mort jeune et sans descendance.
  - Jean II de Thourotte, qui suit.
  - Jeanne de Thourotte, qui épouse Gérard, seigneur de Ronzoy et d’Hargicourt.
  - Philippe de Thourotte, seigneur de Plessis, qui épouse Cécile de Chevreuse.
  - Gervais de Thourotte, qui épouse Comtesse, dont il a trois enfants :
    - Louis de Thourotte.
    - Robert de Thourotte, qui a un enfant nommé Jean de Thourotte
    - Ansel de Thourotte.
- Jean II de Thourotte († entre 1235 et 1237). Il épouse Odette de Dampierre, dame d'Allibaudières, fille de Guillaume Ier de Dampierre et d'Ermengarde de Toucy, et devient également seigneur d'Allibaudières ce qui en fait un vassal du comte de Champagne, dont il a plusieurs enfants :
  - Guy de Thourotte, qui meurt avant son père. Il épouse Denise de Mello, fille de Renaud de Mello et de Gertrude de Nesle, mais n'a pas de postérité. Veuve, elle épousera en secondes noces Robert de la Tournelle.
  - Guillaume de Thourotte, qui meurt avant son père. Il épouse Béatrix de Beaumont, dame d'Offémont, fille d'Hugues, vicomte de Beaumont et d'Ada de Persan. Il est la tige de la branche de Thourotte dite d'Offémont.
  - Jean III de Thourotte, qui suit.
  - Alix de Thourotte, qui épouse le châtelain de Beauvais.
  - Ermengarde de Thourotte, qui épouse Jean, seigneur de Conty, fils de Robert de Conty, d'où postérité.
  - Raoul de Thourotte, évêque de Verdun de 1224 jusqu'à sa mort en 1245.
  - Gaucher de Thourotte ou Gautier de Thourotte, seigneur du Plessis-Cacheleux. Il épouse  en premières noces Marguerite de Beaumont, fille d'Hugues, vicomte de Beaumont et d'Ada de Persan. Veuf, il épouse en secondes noces Agnès, dame de Montmort, mais n'a probablement pas de postérité.
  - Robert de Thourotte, évêque de Langres de 1232 à 1240 puis de Liège de 1240 à sa mort en 1246.
  - Helvide de Thourotte, qui épouse Eustache II, seigneur de Conflans, fils d'Eustache Ier de Conflans et de Marie de Pleurs, d'où postérité.
- Jean III de Thourotte († entre 1260 et 1266). Bouteiller de Champagne. Il épouse Luce de Honnecourt, dont il a au moins cinq enfants :
  - Jean de Thourotte, qui meurt avant son père. Il épouse Félicité de Rethel, dame de Beaufort, fille de Manassès V, comte de Rethel, et d'Élisabeth d'Écry, mais il n'a sans doute pas de descendance et s'est sans doute séparé de son épouse.
  - Marie de Thourotte, qui épouse en premières noces Jean de la Tournelle, puis en secondes noces Jean, comte de Rethel, mais n'a pas de descendance.
  - Gaucher de Thourotte, qui succède à son père.
  - Robert de Thourotte, qui devient chanoine à Reims puis évêque de Laon de 1285 à sa mort en 1297.
  - Edile de Thourotte ou Sédille de Thourotte, qui épouse en premières noces Guillaume II de Maule, baron de Maule, puis en secondes noces Ansel de L’Isle-Adam.
- Gaucher de Thourotte († en 1292 ou 1293). Il épouse en premières noces Béatrix, dame de Honnecourt, dont il a deux enfants. Veuf, il épouse en secondes noces Marie de Coucy, fille de Thomas de Coucy, seigneur de Vervins et de Fontaines, et de Marguerite de Picquigny, dont il a trois autres enfants :
  - de (1) : Jean IV de Thourotte, qui suit.
  - de (1) : Aubert de Thourotte, qui épouse Jeanne de Mello, fille de Guillaume, seigneur d’Epoisses, et d’Agnès de Saint-Vérain, dame de Vézinnes, mais n'a pas de descendance connue.
  - de (2) : Marguerite de Thourotte, qui épouse Richard de Montbéliard-Montfaucon, seigneur d’Antigny, dont elle a une fille : Jeanne de Montfaucon qui épouse Milon IX de Noyers, maréchal de France.
  - de (2) : Isabelle de Thourotte, qui épouse Gui de Châteauvillain, seigneur de Luzy, d'où postérité.
  - de (2) : Marie de Thourotte, qui épouse Alard d’Antoing, seigneur de Briffeuil et de Genech, d'où postérité.
- Jean IV de Thourotte († après 1301). Le nom de son épouse est inconnu, mais il a au moins deux enfants :
  - Jean V de Thourotte, qui suit.
  - Guérard de Thourotte, qui a au moins enfant :
    - Gaucher ou Gautier de Thourotte, qui épouse Jeanne de Montmorency dont il a au moins enfant :
      - Jeanne de Thourotte, qui épouse Antoine de Bournonville dont elle a une fille ;
        - Marguerite de Bournonville qui épouse Jean III de Conflans.
- Jean V de Thourotte († en 1325). Il épouse Agnès, dame de Loisy, dont il a au moins cinq enfants :
  - Gaucher de Thourotte, qui suit.
  - Jean VI de Thourotte, qui suit après son frère.
  - Gérard de Thourotte, probablement mort sans union ni postérité.
  - Roberte de Thourotte qui épouse Pierre dit Bureau, seigneur de Cramailles, d'où postérité.
  - Aubert de Thourotte, qui épouse Agnès de Bourlemont.
- Gaucher de Thourotte († vers 1344), qui épouse Mahaut de Bouilliers dont il a peut-être une fille (Jeanne de Thourotte de Honnecourt qui épouse Guillaume VIII, Vidame de Chartre).
- Jean VI de Thourotte. Il épouse Marie de Chappes, fille de Dreux Ier, seigneur de Chappes, et de Marguerite de La Brosse, dont il a au moins deux enfants :
  - Jean VII de Thourotte, qui suit.
  - Marie de Thourotte, qui se marie probablement avec un membre de la famille de Broyes.
- Jean VII de Thourotte († vers 1361). Le nom de sa première épouse est inconnu, mais il épouse en secondes noces Jeanne de Saint-Chéron, d'où postérité :
  - de (1) : Jean VIII de Thourotte d'Allibaudières, qui suit.
  - de (1) : Isabeau de Thourotte, qui épouse Jean de Livriny.
  - de (2) : Gaucher de Thourotte du Chastelier.
- Jean VIII de Thourotte († vers 1385). Le nom de son épouse est inconnu, mais il a au moins un enfant :
  - Gaucher de Thourotte, qui suit.
- Gaucher de Thourotte († vers 1424), qui épouse Mahaut de Craon, dont il a au moins deux enfants :
  - Jean IX de Thourotte, qui suit.
  - Marie de Thourotte.
- Jean IX de Thourotte. Le nom de son épouse est inconnu, mais il a au moins un enfant :
  - Gaucher de Thourotte, qui suit.
- Gaucher de Thourotte. Il épouse Raouline ou Robine de Conflans, Hugues VII de Conflans, seigneur de Conflans, et dont le frère Eustache IV de Conflans décède sans descendance, faisant de Raouline son héritière. Par ce mariage, la seigneurie de Conflans est transmis à la maison de Thourotte.

### Branche de La Bretèche
- Nivelon de Thourotte († vers 1140) dit Payen de La Bretèche, seigneur de Mareuil. Il épouse Aveline de Maule, dame de La Bretèche, fille de Pierre, seigneur de Maule, dont il a au moins deux enfants :
  - Robert de Thourotte, qui suit.
  - Gasce Ier de Thourotte, tige de la deuxième branche de La Bretèche
- Robert de Thourotte († vers 1177), seigneur de la Bretèche. Il épouse une femme prénommée Marie dont le nom de famille est inconnu dont il a au moins deux enfants :
  - Guillaume de Thourotte dit Sans-Avoir, qui suit.
  - Marguerite de Thourotte dite Sans-Avoir, qui épouse Geoffroi de Poissy.
- Guillaume de Thourotte, qui a au moins un enfant :
  - Hugues de Thourotte dit Sans-Avoir, qui suit.
- Hugues de Thourotte, probablement mort jeune et sans descendance.

### Deuxième branche de La Bretèche
- Gasce Ier de Thourotte († vers 1196). Il épouse une femme prénommée Clémence dont le nom de famille est inconnu dont il a au moins un enfant :
  - Gasce II de Thourotte, qui suit.
- Gasce II de Thourotte († vers 1217). Il épouse en premières noces une femme prénommée Aveline dont le nom de famille est inconnu, puis en secondes noces une femme prénommée Agnès dont le nom de famille est inconnu, dont il a plusieurs enfants :
  - de (1) : Heslin de Thourotte, probablement mort jeune et sans descendance.
  - de (1) : Gasce III de Thourotte, qui suit.
  - de (1) : Philippe de Thourotte, qui suit après son frère.
  - de (1) ou (2) : Isabelle ou Élisabeth de Thourotte, qui épouse Eudes de La Queue, d'où postérité.
  - de (2) : Pierre de Thourotte, seigneur du Plessis et de Mareuil. Il épouse une femme prénommée Aude dont le nom de famille est inconnu mais n'a probablement pas de descendance.
- Gasce III de Thourotte († vers 1254). Il épouse une femme prénommée Adélaïde dont le nom de famille est inconnu mais n'a probablement pas de descendance.
- Philippe de Thourotte. Il épouse en premières noces une femme prénommée Sédille dont le nom de famille est inconnu et dont il n'a pas de descendance. Il épouse en secondes noces Philippa de Chevreuse dont il a cinq enfants :
  - Gasce de Thourotte, dit Gaucher. Probablement mort jeune sans union ni postérité.
  - Anseau de Thourotte. Probablement mort jeune sans union ni postérité.
  - Pierre de Thourotte, dit de Saint-Nom. Probablement mort jeune sans union ni postérité.
  - Philippe de Thourotte, qui épouse prénommée Pimprenelle dont le nom de famille est inconnu mais n'a probablement pas de descendance.
  - Milon de Thourotte, dit de l’Étang ou de Neauphle. Probablement mort jeune sans union ni postérité.

Cette branche étant sans postérité, le fief de la Bretèche passe alors à Pierre Le Flament.

### Branche d'Offémont
- Guillaume de Thourotte († après 1224). Il épouse Béatrix de Beaumont, dame d'Offémont, fille d'Hugues, vicomte de Beaumont et d'Ada de Persan, dont il a quatre enfants :
  - Guillaume de Thourotte, probablement mort jeune sans union ni postérité.
  - Jean de Thourotte, qui suit.
  - Ansoul Ier de Thourotte, qui suit après son frère.
  - Raoul de Thourotte, archevêque de Lyon de 1284 à sa mort en 1288.
- Jean de Thourotte († vers 1250). Il hérite de sa mère de la seigneurie d'Offémont. Il meurt probablement en 1250 lors de la bataille de Mansourah durant la septième croisade, sans avoir contracté d'union ni eu de descendance.
- Ansoul Ier de Thourotte († entre 1272 et 1275). Il participe en 1270 à la huitième croisade. Il épouse Marie d’Autrèches, dame d’Abbecourt, fille de Guy d’Autrèches et de son épouse Isabelle, dont il a trois enfants :
  - Ansoul II de Thourotte, qui suit.
  - Jean de Thourotte, chanoine à Soissons.
  - Adam de Thourotte, chanoine à Reims.
- Ansoul II de Thourotte († entre 1294 et 1303). Il épouse Jeanne de Poissy dite de Ronssoy, veuve de Gérard de Ronssoy-en-Vermandois, dame de Mello et d'Abbécourt, fille de Jean, seigneur de Mello, et de son épouse Jeanne, de qui il a deux enfants :
  - Marguerite de Thourotte, qui épouse Gui Ier de Clermont-Nesle, seigneur de Breteuil et maréchal de France, d'où postérité.
  - Béatrix de Thourotte, qui épouse Guillaume de Condé, Fils de Nicolas, seigneur de Condé, et de Catherine de Cayeux, d'où postérité. Veuve, elle épouse en secondes noces Jean de Roye.

## Sources
- Marie Henry d'Arbois de Jubainville, Histoire des Ducs et Comtes de Champagne, 1865.
- Racines et histoire
- Foundation for Medieval Genealogy